# Nusaybin
Nusaybin ou Nousseïbine (en turc : Nusaybin ; en kurde : Nisêbîn ; en syriaque : ܢܨܝܒܝܢ) est une ville du sud-est de la Turquie située dans la province de Mardin, à la frontière turco-syrienne jouxtant Qamishli.
Située à l'emplacement de l'antique Nisibe (en grec ancien : Νίσιβις / Nísibis ; en latin : Nisibis), elle est un haut-lieu de l'histoire du christianisme de langue syriaque.

## Histoire

### Antiquité
C'est l'ancienne Antioche de Mygdonie. En 298 un accord de paix y est conclu entre l'Empire romain et les Sassanides à la suite de la victoire l'année précédente de Galère sur le « Grand Roi » Narseh.
La ville fut le siège de l'École théologique de Nisibe, une des grandes écoles théologiques des premiers siècles du christianisme, en prenant la suite de l'école d'Édesse (dite aussi école des Perses) après la fermeture de celle-ci en 489.

### Moyen âge
En 530, Nisibe est le théâtre d'une bataille pendant la guerre d’Ibérie opposant l’empire byzantin sous le commandement du général Bélisaire, aux Sassanides de Kavadh Ier. Kavadh Ier, avec l’aide des Lakhmides, battit les forces de Bélisaire, résultant en une victoire sassanide après la défaite de la bataille de Dara.
La proche région est connue au VIIe siècle, avant la conquête musulmane, en syriaque comme Beth Arabâyâ, et en persan Arvastân.

### Époque contemporaine
Le maire de la ville, membre du Parti démocratique des peuples, est arrêté en octobre 2019 dans le cadre d'une opération visant les opposants à l'invasion des régions kurdes de Syrie par l'armée turque. L'ancienne co-maire de Nusaybin, arrêtée et déchue de son mandat en janvier 2017, est condamnée à 16 ans de prison en juin 2020 pour « atteinte à l’unité et à l’intégrité de l’État ».